# Marin Drinov
Marin Stoyanov Drinov. (20 de octubre de 1838 – 13 de marzo de 1906) fue un historiador y filólogo búlgaro del período del Renacimiento nacional que vivió y trabajó en Rusia durante la mayor parte de su vida.  Fue uno de los creadores de la historiografía búlgara.  Drinov fue miembro fundador de la Academia Búlgara de Ciencias (entonces Sociedad Literaria Búlgara), así como su primer presidente.

## Biografía
Drinov nació en Panagyurishte en 1838. Partió hacia Rusia en 1858 para continuar su educación. Estudió historia y filología en Kiev y en la Universidad Estatal de Moscú, viajó y trabajó en Austria e Italia entre 1865 y 1871. En 1869 se convirtió en uno de los cofundadores y miembro activo de la Sociedad Literaria Búlgara. Drinov obtuvo una maestría y se convirtió en lector de eslavística en la Universidad de Járkov, comenzando a trabajar como profesor regular a fines de 1876. Es uno de los miembros de la Escuela Lingüística de Járkov . 
Durante el período del gobierno ruso de Bulgaria (1878-1879) Drinov fue Ministro de Ilustración Popular y Asuntos Espirituales. Marin Drinov, participó activamente en la organización del recién liberado Estado búlgaro, el es conocido como uno de los autores de la Constitución de Tarnovo, la persona que propuso la ciudad de Sofía en lugar de Tarnovo (favorecida por los diplomáticos austriacos) para ser la nueva capital búlgara y la persona que introdujo la edición estandarizada de 32 letras del alfabeto cirílico, que se utilizó en Bulgaria hasta la reforma ortográfica de 1945. Desempeñó un papel decisivo en la estandarización de la lengua búlgara. Ya en 1870 rechazó la propuesta de Shapkarev de crear una base mixta de búlgaro-macedonio oriental y occidental de la lengua estándar, afirmando en su artículo en el periódico Makedoniya: «Tal ensamblaje artificial de lengua escrita es algo imposible, inalcanzable y nunca se ha oído hablar de ello».    Esta postura de Drinov ha sido criticada por algunos lingüistas búlgaros modernos como Blagoy Shklifov . 
La primera ortografía de la lengua búlgara estándar, establecida por decreto del ministro de Educación Todor Ivanchov en 1899, es atribuida a Drinov. La lengua búlgara ha sufrido tres reformas ortográficas desde entonces: en 1921, 1923 y 1945 .

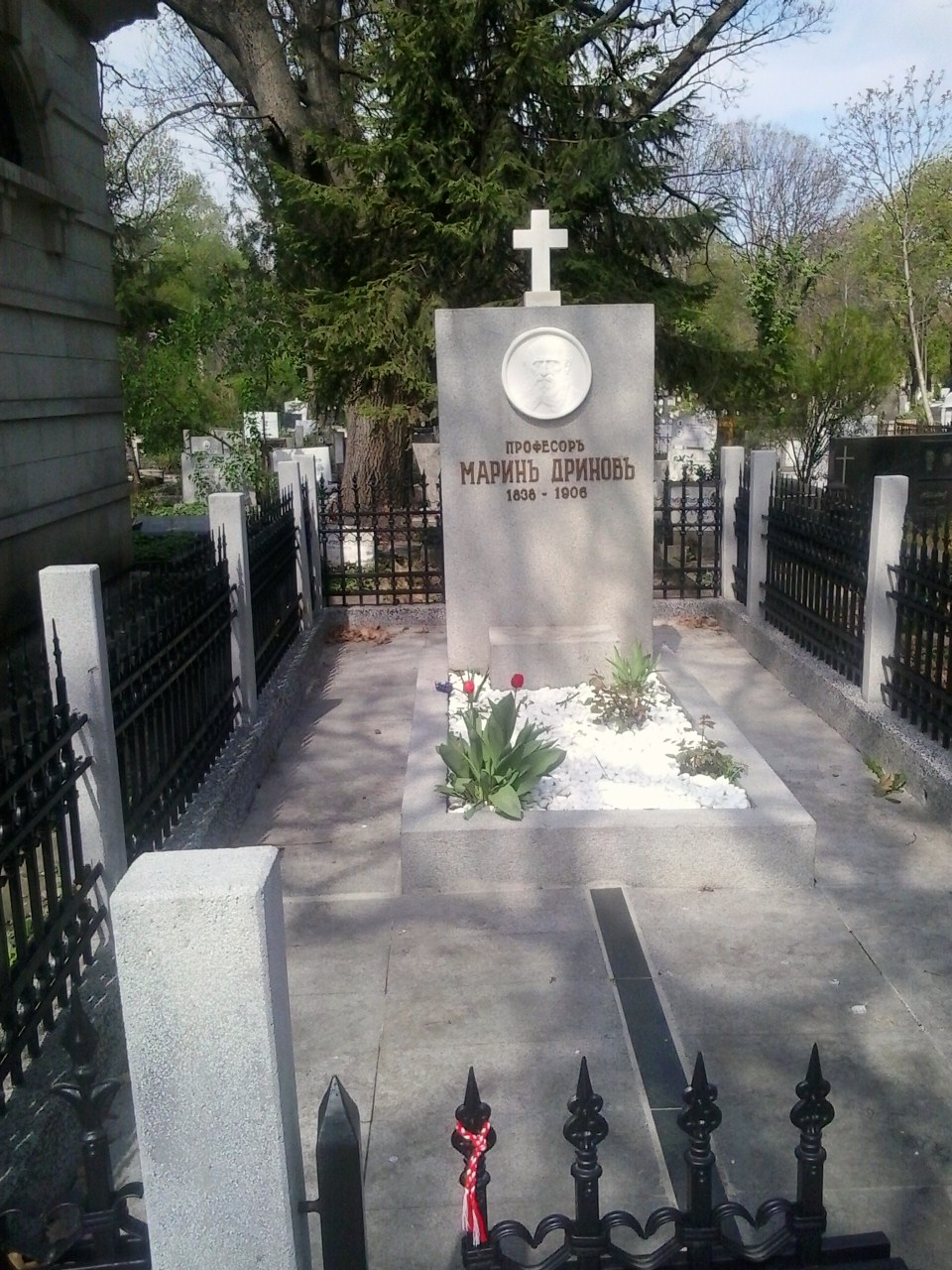
La tumba de Marin Drinov en el Cementerio Central de Sofía

Drinov vivió en Járkov después de 1881, continuó con sus actividades científicas y educativas hasta el final de su vida. Murió en la misma ciudad el 13 de marzo de 1906, después de una larga lucha contra la tuberculosis .

## Honores
El pico Drinov en la isla Smith, Islas Shetland del Sur, recibe su nombre en honor a Marin Drinov.
Dos premios de la Academia de Ciencias de Bulgaria llevan el nombre de Marin Drinov. 